# Protar (Objektiv)

Carl Zeiss Jena Protar, Serie V, 1:18

Protar ist der Name eines 1890 von Paul Rudolph für Zeiss entwickelten Typs vierlinsiger, zweigliedriger Kameraobjektive. Es war der erste Anastigmat. Protare wurden Anfang des 20. Jahrhunderts gern für Weitwinkelaufnahmen eingesetzt.

## Geschichte der Konstruktion
Die Entwicklung von Barium-haltigem Kronglas durch Schott im Jahre 1886 ermöglichte es erstmals, anastigmatische Objektive ohne Bildfeldwölbung zu konstruieren, denn dieses Glas (z. B. Schott BaK4) hat einen deutlich höheren Brechungsindex als „normales“ Kronglas und auch als einige Flintgläser, so dass man aus Bariumkronglas und Flintglas einen Achromaten bauen kann.
Auf Grundlage der Barium-Krongläser und einer durch Carl Friedrich Gauß 1840 errechneten Teleskop-Bauform konstruierte Paul Rudolph 1889/1890 das erste einer Serie von vierlinsigen, zweigliedrigen Objektiven, das auf einem astigmatischen Korrektionsprinzip zur Bildfeldebnung basierte. Das Resultat war das erste Objektiv weltweit, das weder Bildfeldwölbung noch Astigmatismus aufwies. Ein deutsches Reichspatent mit der Nummer 56109 wurde am 3. April 1890 erteilt.
In den ersten 10 Jahren wurden von diesen Anastigmaten rund 100.000 Exemplare verkauft. Zwei weitere Objektivtypen wurden davon abgeleitet, nämlich 1897 das Planar und 1900 das Unar. In den ersten zehn Jahren vertrieb Zeiss die Objektive nur unter dem Namen Anastigmat, der jedoch nicht geschützt war und von anderen Herstellern ebenfalls genutzt wurde. Daher wurde 1900 für den Objektivtyp das Warenzeichen Protar eingeführt. Carl Zeiss selbst führte die Entwicklung eines der wichtigsten Zeiss-Objektive, des Tessar im Jahre 1902, auf das Protar und das Unar zurück.
Die verschiedenen Serien des Protars hatten jeweils eine andere feste Öffnung. Die lichtstärkste Serie I hatte beispielsweise eine Lichtstärke von 1:4,5, die Serie V eine Lichtstärke von 1:18.
Protare galten Anfang des 20. Jahrhunderts als „sehr gute Weitwinkellinsen“. Obwohl sie bis in die 1930er Jahre hinein gebaut wurden, waren sie jedoch keine besonders erfolgreiche Objektivreihe. Das zwei Jahre später entwickelte Dagor von C.P Goerz war der erste wirklich erfolgreiche Anastigmat.

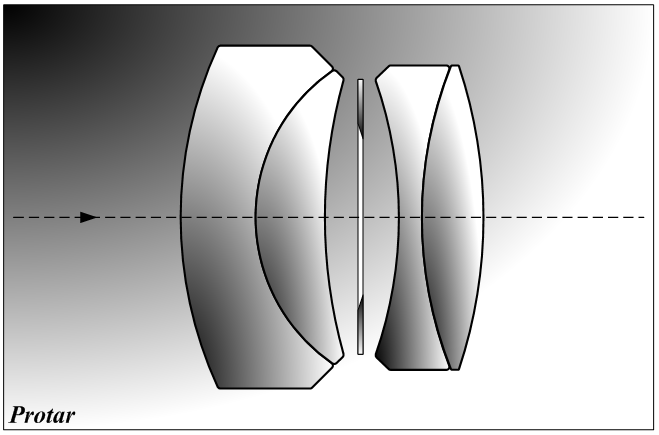
Linsenschema des Protar

## Linsenoptischer Hintergrund
Ein anastigmatisches Objektiv ohne Bildfeldwölbung muss eine Petzval-Summe nahe Null haben. Die Petzval-Summe ergibt sich als dem Kehrwert einer Summe von Produkten, die jeweils aus der Brennweite der eingesetzten Linsen und deren Brechungsindex gebildet wird. Damit ein Objektiv überhaupt eine positive Brennweite haben kann, muss die Summe der Einzelbrennweiten der eingesetzten Linsen ebenfalls positiv sein. Dies bedeutet, dass die Sammellinsen insgesamt das optische System dominieren. Bestehen die Linsen nun alle aus den gleichen Material, kann die Petzval-Summe nie Null erreichen. Bestehen die Sammellinsen hingegen aus einem Material mit einem besonders hohen Brechungsindex, verringert sich die Petzval-Summe und damit die Bildfeldwölbung. Enthält das optische System gleichzeitig eine Zerstreuungslinse (negativer Beitrag zur Gesamtbrennweite) aus einem Glas mit niedrigem Brechungsindex, so kann die Petzval-Summe gegen Null gehen.

## Nachweise
1. 1 2  Bernd K. Otto: Happy Birthday, Tessar! in: PhotoDeal, No. 37, 2/2002, S. 32–37
2. 1 2  Gregory Hallock Smith (2006) Camera Lenses: From Box Camera to Digital. SPIE Press. S. 140
3. ↑  Patent  DE56109C: Photographisches Doppelobjectiv. Angemeldet am 3. April 1890, veröffentlicht am 20. Mai 1891, Anmelder: Firma Carl Zeiss.‌
4. ↑  Zeiss-Originaldokumentation von 1901, S. 30f; online verfügbar, abgerufen am 25. Mai 2011
5. ↑  Lexikon der gesamten Technik. Herausgegeben von Otto Lueger. 2. Auflage 1904–1920. S. 730